# Australian Professional Championship 1978
Die Australian Professional Championship 1978 war ein professionelles Snookerturnier ohne Einfluss auf die Snookerweltrangliste (Non-ranking-Turnier), das zur Ermittlung des australischen Profimeisters bis zum 15. Dezember 1978 in Grafton in New South Wales ausgetragen wurde. Seriensieger Eddie Charlton verteidigte im Finale seinen Titel gegen Ian Anderson und spielte zuvor mit einem 138er-Break das einzige Century Break und damit auch das höchste Break des Turnieres. Zudem war es das höchste Break der Turniergeschichte.

## Turnierverlauf
Das Turnier begann mit einer Gruppenphase, deren Ergebnisse nur fragmentarisch bekannt sind. Je Gruppe gab es vier Spieler: in der einen Gruppe Eddie Charlton, Warren Simpson, Dennis Wheelwright und Jim Charlton, in der anderen Ian Anderson, Philip Tarrant, Paddy Morgan und Lou Condo. Jedes Gruppenspiel wurde im Modus Best of 15 Frames ausgetragen. Die beiden Gruppensieger Eddie Charlton und Ian Anderson zogen ins Endspiel ein, das im Modus Best of 57 Frames ausgetragen wurde. Charlton siegte mit einem Endergebnis von 29:13 deutlich. Für den Seriensieger war es bereits der 14. Titel.